# Teofan (Tulakow)
Teofan, imię świeckie: Wasilij Stiepanowicz Tulakow (ur. 13 lutego?/25 lutego 1864 w Petersburgu, zm. 4 października 1937 w Gorkim) – rosyjski biskup prawosławny.

## Życiorys
W 1881 zgodnie z wolą rodziny wstąpił do szkoły kupieckiej w Petersburgu, mimo wcześniejszych marzeń o wstąpieniu do stanu duchownego. Po spotkaniu i rozmowie z metropolitą moskiewskim Makarym (Bułgakowem) zdecydował się na podjęcie edukacji w seminarium duchownym. Część programu szkoły przerobił samodzielnie; w 1883 wstąpił na wyższy rok seminarium i ukończył je w 1885. Następnie podjął studia w Petersburskiej Akademii Duchownej i w 1889 uzyskał w niej dyplom kandydata nauk teologicznych, następnie zaś tytuł magistra. Już w czasie nauki w Akademii pragnął złożyć wieczyste śluby mnisze. Nawiązał jednak kontakt listowny z późniejszym świętym Teofanem (Goworowem), który doradził mu odłożenie tej decyzji i jej szczegółowe przemyślenie. W związku z tym po ukończeniu edukacji teologicznej Wasilij Tulakow wyjechał na wieś, do majątku matki. Przez piętnaście lat kierował gospodarstwem i samodzielnie studiował teksty świętych pustelników.
W 1905 wstąpił jako posłusznik do Ławry św. Aleksandra Newskiego. 11 października tego samego roku złożył wieczyste śluby mnisze, otrzymując imię Teofan dla upamiętnienia nieżyjącego już Teofana (Goworowa). 21 października został wyświęcony na hierodiakona, zaś następnego dnia przyjął święcenia kapłańskie z rąk metropolity petersburskiego Antoniego. W 1908 otrzymał godność archimandryty. W listopadzie tego samego roku został również przełożonym jednego ze skitów Ławry św. Aleksandra Newskiego. W roku następnym został przełożonym całej Ławry. Po wybuchu I wojny światowej organizował w Ławrze i poza nią szpitale dla rannych żołnierzy rosyjskich oraz wspierał finansowo ich tworzenie.
21 maja 1916 otrzymał nominację na biskupa kronsztadzkiego, wikariusza eparchii petersburskiej, zachowując godność przełożonego Ławry św. Aleksandra Newskiego. Chirotonia biskupia odbyła się 31 maja w soborze Trójcy Świętej w Ławrze. Już w czerwcu tego samego roku wyznaczono go do objęcia eparchii kałuskiej i borowskiej. W 1927 został przeniesiony na katedrę pskowską i porchowską. 12 listopada 1935 otrzymał godność metropolity gorkowskiego i arzamaskiego. W lipcu 1937, w czasie wielkiej czystki, został aresztowany, podobnie jak wielu innych duchownych eparchii gorkowskiej. Po miesięcznym przesłuchiwaniu, w ramach którego był przetrzymywany w piwnicznej, zalewanej przez wodę celi, metropolita przyznał się do "tworzenia organizacji faszystowskiej na terenie obwodu gorkowskiego", jak również do prowadzenia działalności kontrrewolucyjnej i działania na rzecz restauracji kapitalizmu w Rosji, szpiegostwa i dywersji. 21 września 1937 trójka NKWD skazała go na śmierć przez rozstrzelanie. Wyrok został wykonany 4 października tego samego roku. Miejsce egzekucji i pochówku duchownego nie jest znane.